# Magic Mike XXL
A Magic Mike XXL egy 2015-ös amerikai vígjáték-dráma, melyet Gregory Jacobs rendezett. A főszereplők Channing Tatum, Matthew Bomer, Kevin Nash és Joe Manganiello. A 2012-ben bemutatott Magic Mike című film folytatása. 
Az Amerikai Egyesült Államokban 2015. július 1-én a Warner Bros., míg Magyarországon egy nappal később, július 2-án mutatták be a mozikban az InterCom Zrt. forgalmazásában.
A film nagyrészt pozitív véleményeket kapott a kritikusoktól. A Metacritic oldalán a film értékelése 60% a 100-ból, ami 41 véleményen alapul. A Rotten Tomatoeson a Magic Mike XXL 65%-os minősítést kapott, 173 értékelés alapján. A film több mint 115 millió dollárt ért el bevételileg, ami a költségvetésével szemben igen jól teljesített.
A cselekmény szerint Magic Mike és a banda tovább folytatják vetkőzős életmódjukat és folyamatosan kaszálják be a sok pénzt. Hamarosan a kigyúrt gárda elindul egy férfitáncosok számára meghirdetett versenyen, ahol megmérhetik erejüket mások ellen. A tét egyre nagyobb, viszont a színpad ezúttal más.

## Szereplők
| Színész          | Szereplő           | Magyar hang          |
| ---------------- | ------------------ | -------------------- |
| Channing Tatum   | Magic Mike         | Papp Dániel          |
| Kevin Nash       | Tarzan             | Törköly Levente      |
| Joe Manganiello  | Nagy farkú Ritchie | Sarádi Zsolt         |
| Juan Piedrahita  | Salvador           | Csík Csaba Krisztián |
| Adam Rodríguez   | Tito               | Dolmány Attila       |
| Gabriel Iglesias | Tobias             | Elek Ferenc          |
| Matthew Bomer    | Ken                | Orosz Ákos           |
| Amber Heard      | Zoé                | Pálmai Anna          |
| Elizabeth Banks  | Paris              | Peller Anna          |

További magyar hangok: Mészáros Máté, Tamási Nikolett, Csuha Borbála, Patkós Márton, Jéger Zsombor, Horváth-Töreki Gergely, Bognár Gyöngyvér, Makay Andrea, Fehér Anna, Incze Ildikó, Udvarias Anna, Antal Olga, Bor László, Csépai Eszter, Czifra Krisztina, Fehér Péter, Hábermann Lívia, Mohácsi Nóra, Lipcsey Bori, Mesterházy Gyula, Téglás Judit, Sütő András